# تپه رسول آقا
تپه رسول آقا مربوط به دوران پیش از تاریخ ایران باستان است و در شهرستان سرپل ذهاب، روستای ذهاب واقع شده و این اثر در تاریخ ۱۹ تیر ۱۳۴۸ با شمارهٔ ثبت ۸۳۵ به‌عنوان یکی از آثار ملی ایران به ثبت رسیده است.